# Urtaaul
Urtaaul es una localidad de Uzbekistán, en la provincia de Taskent.
Se encuentra a una altitud de 385 m sobre el nivel del mar. 

## Demografía
Según estimación 2010 contaba con una población de 15 541 habitantes.